# Kanton Blois-2
Blois-2 is een kanton van het Franse departement Loir-et-Cher. Het kanton maakt deel uit van het arrondissement Blois.

## Gemeenten
Het kanton Blois-2 omvatte tot 2014 de volgende gemeenten:
- Blois (zuidelijk deel,  hoofdplaats)
- Cellettes
- Chailles
- Saint-Gervais-la-Forêt

Na de herindeling van de kantons bij decreet van 21 februari 2014,  met uitwerking op 22 maart 2015, omvat het volgende gemeenten:
- Blois ( noordelijk deel, hoofdplaats)
- La Chaussée-Saint-Victor
- Menars
- Saint-Denis-sur-Loire
- Villebarou
- Villerbon